# Antichiroides davidi
Antichiroides davidi är en skalbaggsart som beskrevs av Soula 2006. Antichiroides davidi ingår i släktet Antichiroides och familjen Rutelidae. Inga underarter finns listade i Catalogue of Life.